# West Bradley
West Bradley est une paroisse civile et un village du Somerset, en Angleterre.